# 民主党 (波兰)
民主党（缩写为SD）是波兰的一个中间偏左政党。该党成立于1939年9月18日，曾积极参与反法西斯斗争。1943年，该党发生内部分裂，左翼成员另组波兰民主党，并于1944年加入波兰民族解放委员会，参与组建临时政府。1949年2月，该党决定走社会主义道路。1950年7月，基督教民主主义政党劳动党并入该党。在波兰人民共和国时期，该党是波兰统一工人党的卫星党，先后参加民族团结阵线和民族复兴爱国运动，其成员主要是知识分子和手工业者。1989年8月，该党停止支持波兰统一工人党，转而支持团结工会。目前，该党是波兰人民党领导的波兰联盟的成员。该党的机关报是《波兰信使报》。